# جورج دبليو. كيسي سينيور
جورج دبليو. كيسي سينيور (بالإنجليزية: George W. Casey, Sr.)‏ هو عسكري أمريكي، ولد في 9 مارس 1922 في بوسطن في الولايات المتحدة، وتوفي في 7 يوليو 1970 في فيتنام الجنوبية.